# Чолово (Познанський повіт)
Чолово (пол. Czołowo, нім. Schmiedsruh) — село в Польщі, у гміні Курник Познанського повіту Великопольського воєводства.
Населення — 59 осіб (2011).
У 1975-1998 роках село належало до Познанського воєводства.

## Демографія
Демографічна структура станом на 31 березня 2011 року:
|          | Загалом | Допрацездатний вік | Працездатний вік | Постпрацездатний вік |
| -------- | ------- | ------------------ | ---------------- | -------------------- |
| Чоловіки | 25      | 10                 | 15               | 0                    |
| Жінки    | 34      | 11                 | 20               | 3                    |
| Разом    | 59      | 21                 | 35               | 3                    |